# 民主カンプチア

カンプチア（1975年-1976年）
民主カンプチア（1976年-1982年）
កម្ពុជា
（1975 ‐ 1976）
កម្ពុជាប្រជាធិបតេយ្យ
（1976 ‐ 1982）

国歌: 
- ដប់ប្រាំពីរមេសាមហាជោគជ័យ（クメール語）
栄光の4月17日

- នគររាជ（クメール語）
国歌（1975年 - 1976年）

民主カンプチアの地図

民主カンプチア（みんしゅカンプチア、クメール語: កម្ពុជាប្រជាធិបតេយ្យ, ラテン文字転写:  Kâmpŭchéa Prâcheathippadey）は、1975年から1979年までの期間、カンボジアに存在した国家。いわゆるポル・ポト政権の正式名称。「民主カンボジア」とも表記される。
1970年、ロン・ノル将軍と国民議会はノロドム・シハヌークを国家元首から解任させる。シハヌークは新政府に反対し、カンプチア共産党（クメール・ルージュ）と同盟を結ぶ。ベトナムによるカンボジア東部の占領、アメリカ合衆国によるカンボジアヘの大規模な爆撃、そしてシハヌークの名声を利用して、カンプチア共産党は国民の大多数を代表する、連立政権において平和主義の政党としてその地位を確立した。
こうして、地域の民衆の支持を得て1975年4月にカンプチア共産党を主力とするカンプチア民族統一戦線 (FUNK) によるプノンペン制圧により、事実上誕生した。カンボジア全土を支配する政府としては、1979年1月のカンボジア・ベトナム戦争での敗戦により崩壊した。その後は亡命政府として存続し、反ソ連・反ベトナム陣営としてアメリカ合衆国や日本、中華人民共和国などの支援を受け、国際連合にも議席を維持し続けた。1980年代以降はカンボジア内戦を長期化させ、政権時代には総人口の21%から25%が死亡し、そのうち60%は大量殺戮によるものでカンボジアは人口の3分の1を失ったともされる。

## 政権時代

### 実態

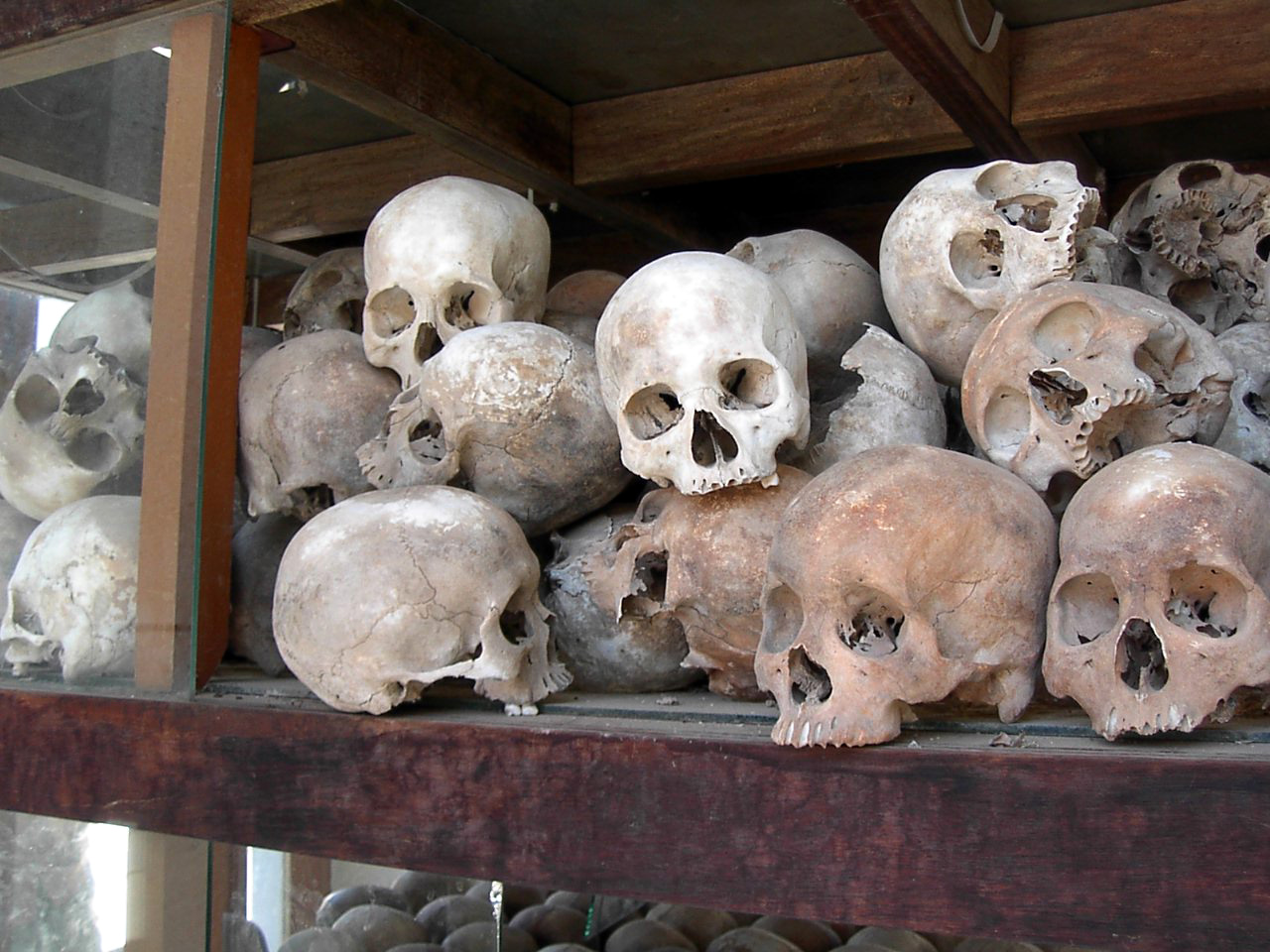
ポル・ポト政権の犠牲者の遺骨

1973年、パリ協定によってアメリカ軍がベトナムから撤退した。それと同時に、南ベトナム解放民族戦線はカンボジアを去ったが、クメール・ルージュは政府軍との戦いを続けた。
1974年、ベトナムに駐在していた米国国務省職員ケネス・M・クインが、本国向けの報告書にてクメール・ルージュのイデオロギーを「ナチス・ドイツやスターリン体制と匹敵する恐るべきもの」として報告する。虐殺政権としてのクメール・ルージュの実態を世界で初めて暴いた文書であったが、米国政府はこの報告を重要視せず、事実上黙殺した。
1975年4月17日、クメール・ルージュは首都プノンペンを占領した。ロン・ノルの親米政権は崩壊し、ロン・ノルはアメリカ合衆国へ亡命したが、逃げ遅れた一族のロン・ノン、ロン・ボレトらロン・ノル政権の閣僚は、プノンペン陥落直後に「敵軍掃討委員会」に身柄を拘束され、全員処刑された。他にも政治家・高官・警察官・軍人ら700人余りが殺害され、遺体は共同墓地に投げ込まれた。カンボジア共産党書記長ポル・ポトはノロドム・シハヌークとの間で、「売国奴」としてリストに名を挙げた少数の人物のみを処刑すると約束していたが、約束は反故にされた。1975年4月は全てが無から始まる新しい時代としてゼロ年(クメール語: ឆ្នាំសូន្យ chhnam saun)と呼ばれた。
クメール・ルージュによるプノンペン占領当初、都市部の住民はクメール・ルージュを歓迎したが、クメール・ルージュは都市部の住民を農村での食糧生産に強制的に従事させるために、「アメリカ軍の空爆があるので2、3日だけ首都から退去するように」と都市居住者を地方の集団農場へ強制移住させた。農村の住民もそれまでの住宅を捨てさせられ、全人民がサハコー（人民公社）と言われる幅2メートルから4メートル、長さ3メートルから6メートルの電気もラジオも、水道もない小屋に男女別に強制的に移住させられた。生存者の証言によると、病人・高齢者・妊婦などの弱者に対しても、クメール・ルージュは全く配慮をしなかった。これは世界で動員が繰り返されてきた20世紀の歴史から見ても例のない社会実験だったとされる。
クメール・ルージュは全権掌握後、国名を「民主カンプチア」に改名し、またポル・ポトもこの間に自身の名前を「サロット・サル」から「ポル・ポト」へ改めた。しかしポル・ポトはジャングルから出ず、表向きはシハヌークやその側近であるペン・ヌートを前面に出して、彼らを傀儡として操ろうとしていた。シハヌークは1975年に復権したが、クメール・ルージュは君主制を回復するシハヌークの計画を無視した。シハヌークはポル・ポトの真意を悟ったが、粛清をおそれて何も出来ず、さらに1976年4月2日、クメール・ルージュはシハヌークを王宮に監禁したため、既存の政府は崩壊し、シハヌークは国家元首の地位を追われ、新たな元首としてキュー・サムファンが国家幹部会議長に就任した。
1976年5月13日、ポル・ポトは民主カンプチアの首相に正式に就任し、徹底的な国家の改造を行った。中国の毛沢東思想に影響されたポル・ポトの目的は理論上原始時代に存在したとされた仮説にすぎない「原始共産主義社会」を再現させることにあり、資本主義はおろか都市文明を徹底的に廃絶することであった。民主カンプチアのもと、通貨の廃止、私有財産の没収が行われた上、教育や医療も否定され、国立銀行を初めとした国家機関は、その全てが廃止された。国家無神論に基づいてカンボジアで伝統的な上座部仏教はおろかカンボジア国内のイスラム教もキリスト教も全ての宗教を禁止し、カンボジア国内のベトナム系、タイ系、中国系、チャム族といった少数民族の存在自体も禁止された。伝統的な家族の形態を解体する一方でクメール・ルージュの許可がない自由恋愛や結婚も禁止された。

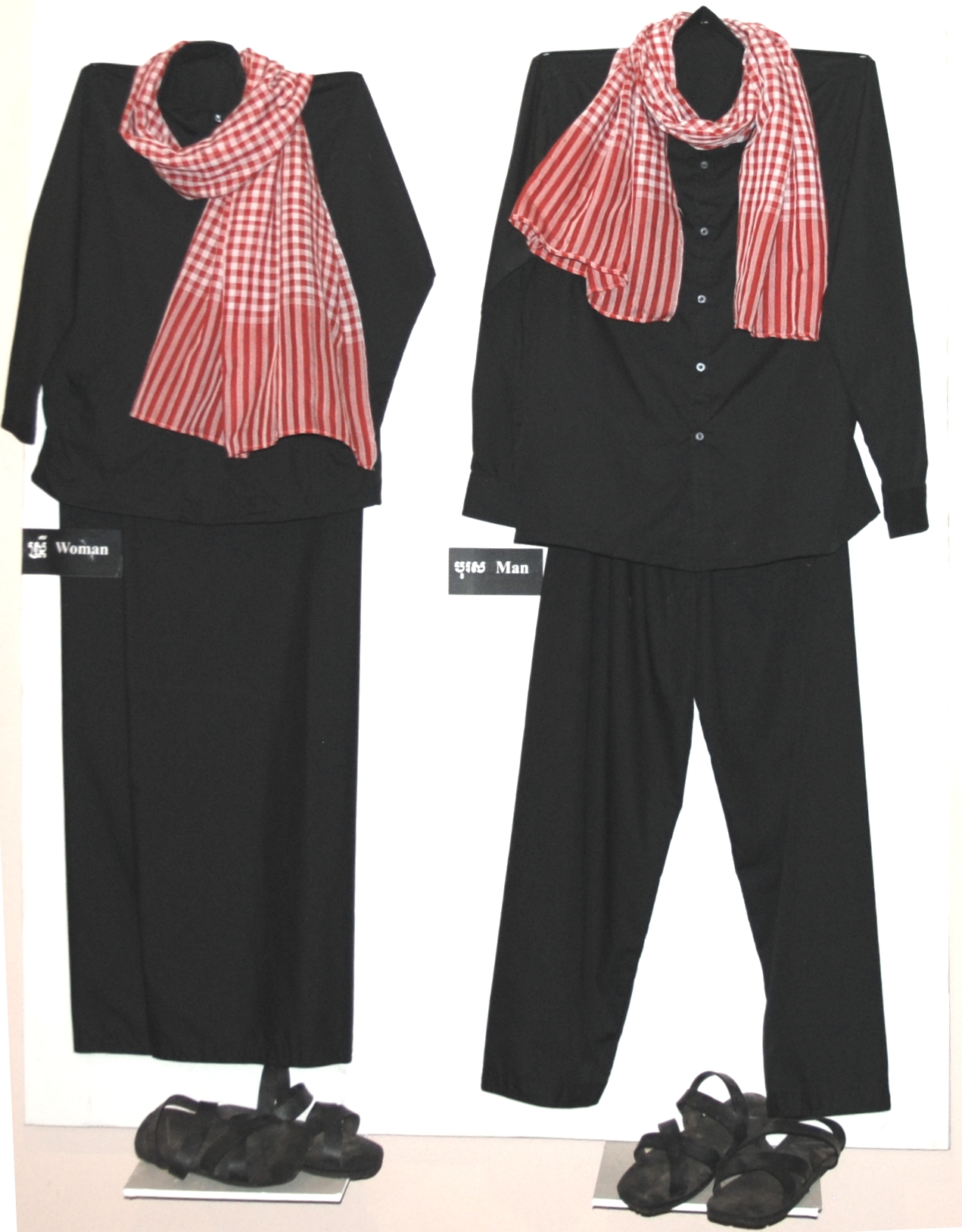
ポル・ポト政権時代の服装

さらに、内戦による都市から農村への人口の流入も相まって、農村での食糧生産はすでに大打撃を受けており、1975年4月にはアメリカ合衆国国際開発庁（USAID）が「カンボジアの食糧危機回避には17.5万 - 25万トンの米が必要である」と報告し、アメリカ国務省は「民主カンプチアは今後外国からの食糧援助を拒否するため100万人が飢餓にさらされることになるだろう」と予測していた。そのため、ポル・ポトは米の生産量を3倍に引き上げることを目標に掲げ、農村への強制移住を推し進め、この目標の下、民主カンプチアでは中国の人民服のように黒い農民服が国民の服装となり、農作業や灌漑施設の建設などのために、劣悪な環境の中で朝5時から午後10時まで働かされた。ラッダイトのように近代的な機械を資本主義文明の象徴と見做したため、全ては人間の手作業によって行われた。このような過酷な労働環境の結果、過労により死亡する者が相次いだ。強制労働により運河やダム、総延長1万5000キロもの巨大な水路が建設された。また、生産された米の多くは外国からの武器調達資金を得るために飢餓輸出をされたため、１日2杯のおかゆだけしか許されない食生活と劣悪な労働環境は、多くの人民を、飢餓、栄養失調、過労による死へと追いやっていった。このような惨状を目の当たりにしたポル・ポトは、自身の政策の失敗の原因を政策そのものの問題とするよりも、カンボジアやクメール・ルージュ内部に、裏切り者やスパイが潜んでいるためであるとして猜疑心を強めた。このような猜疑心は、後に展開される党内での粛清、カンプチア人民への大量虐殺の大きな要因の一つとなっていった。
民主カンプチアは「腐ったリンゴは、箱ごと捨てなくてはならない」と唱えて、政治的反対者を虐殺した。国民は「新人民」と「旧人民」に区分され、プノンペン陥落後に都市から強制移住させられた新参者の「新人民」はたえず反革命の嫌疑をかけられる一方で長期間クメール・ルージュの構成員だった「旧人民」は1976年まで共同体で配給を受け、自ら食料を栽培できた。革命以前に海外に留学していた学生達に「帰国して新しい国づくりに協力して欲しい。」と大使館を通じて呼びかけ帰国後直ちに殺害した。
ポル・ポトや強制収容所の所長だったカン・ケク・イウらクメール・ルージュの幹部の多くは高学歴でインテリ出身だったが、高度な知識や教養はポル・ポトの愚民政策の邪魔になることから医師や教師、技術者を優遇するという触れ込みで自己申告させ、別の場所へ連れ去った後に殺害した。やがて連れ去られた者が全く帰ってこないことが知れ渡るようになると、教育を受けた者は事情を察し、無学文盲を装って難を逃れようとしたが、眼鏡をかけている者、文字を読もうとした者、時計が読める者など、少しでも学識がありそうな者は片っ端から殺害された。この政策は歴史的にも反知性主義の最も極端な例とされる。プノンペンは飢餓と疾病、農村への強制移住によってゴーストタウンとなった一方、知識人は見つかれば殺害された。ポル・ポトは「資本主義の垢にまみれていないから」という理由で10代前半の無垢な子供を重用するようになり、少年兵を操り、子供の衛生兵も存在した。
民主カンプチアでの死傷者数はさまざまに推計されている。カンボジアでは1962年の国勢調査を最後に戦争状態に入り、以後1975年までの正確な人口動態が不明となりこうした諸推計にも大きな開きが出ている。ベトナムが支援するヘン・サムリン政権は1975年から1979年の間の死者数を300万人とした（これは後に下方修正された）。
フランソワ・ポンショー神父は230万人とするが、これは内戦時代の死者を含む。イェール大学・カンボジア人大量虐殺プロジェクトは170万人、アムネスティ・インターナショナルは140万人、アメリカ合衆国国務省は120万人と推計するが、これらの機関は内戦時代の戦闘やアメリカ軍の空爆による死者数には全く言及していない。フィンランド政府の調査団は内戦と空爆による死者が60万人、ポル・ポト政権奪取後の死者が100万人と推計している。
マイケル・ヴィッカリーは内戦による死者を50万人、ポル・ポト時代の死者を75万人としている。当事者による推定ではキュー・サムファンは100万人、ポル・ポトは80万人である。

### 没落

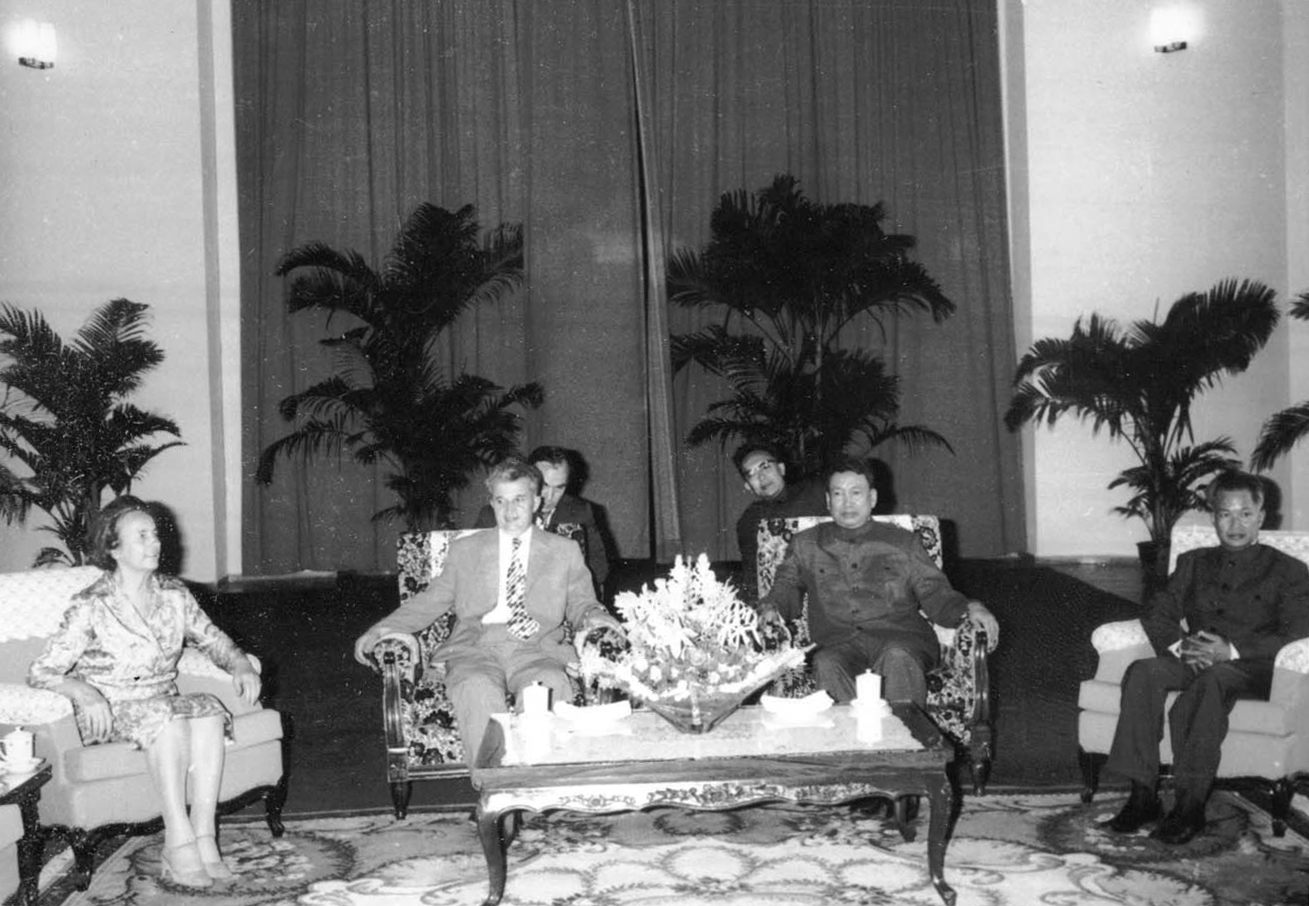
ニコラエ・チャウシェスクとポル・ポト（1978年）

カンボジア人の間では、カンボジアの暗黒時代に広南国の南進で領土が侵食されたなどの因縁もあり、隣の大国であるベトナムに対する反感が強い。シハヌーク時代に50万人いたベトナム人のうち、1970年までに虐殺と迫害を逃れるためベトナムに帰還した者は20万人以上にのぼる。ポル・ポトは反ベトナムのプロパガンダを喧伝し、クメール・ルージュのラジオ放送では「ベトナムを排除するのに洗練された武器は必要ない。歴史ある民族の各人が、その手で一人につき10人のベトナム人を殺せば足りる」と放送した。
1978年1月、民主カンプチアはカンボジア東部からベトナム領内へ越境攻撃し、現地住民を虐殺した上ベトナムと国交を断交した。5月には中央のポル・ポトへの反乱の疑いを持たれた東部軍管区（そこはベトナム系カンボジア人の住民が多く、実際にベトナム政府が民主カンプチアへの反乱を提案したこともあった）を攻撃し、東部地区の大量のカンプチア将兵を処刑した。このため、ベトナム領内には、軍民を問わず、10数万人にのぼる東部地区の避難民が流入した。その中にはヘン・サムリンなどの指導者も多数含まれていた。ベトナム政府は、ベトナム領内への侵攻と、カンボジア内のベトナム人虐殺をやめるよう民主カンプチア政府に働きかけようとしたが、その対話は成功しなかった。同年4月から5月には、カンボジア軍がベトナムに侵入し、アンザン省バチュク村の2地区のほとんどの住民、3,157名を虐殺した（バチュク村の虐殺）。これに対し、翌6月にはベトナムも反撃を開始し、空軍が国境付近に空爆を開始した。またベトナム政府は、クメール・ルージュのカンボジアからの排除の意思を固めた。ベトナムはソ連にカンプチア侵攻に対する援助を要請し、1978年11月3日、ソ越友好協力条約が結ばれた。この動きに対し、民主カンプチアと友好関係にあった中国は、ベトナムに軍事作戦を示唆する警告を発したが、ベトナムはこれを無視した。
1978年12月25日、準備が整ったと判断したベトナムは、ベトナム国内に避難していたカンボジア人の中から人員を選び、カンプチア救国民族統一戦線として親ベトナムの軍を組織させた。カンプチア救国民族統一戦線の議長にはヘン・サムリンが選ばれた。そして、カンボジア国内の反ポル・ポト派とも連携し、カンボジア国内に攻め込み、カンボジア・ベトナム戦争が勃発した。ベトナム戦争からまだ数年しか経っておらず、アメリカがベトナムに残した武器装備を保持し、ソ連から援助を受け、戦い慣れした将兵に事欠かなかったベトナム軍、および彼らに訓練を受けたカンプチア救国民族統一戦線にとって、粛清の影響による混乱で指揮系統が崩壊していた民主カンプチア革命軍の排除は、全く手間取るような作戦ではなかった。カンプチア革命軍は中国の支援を受けて装備は充実していたが、正面からベトナム軍を食い止めようとしても敵わず、わずか2週間でカンプチア革命軍の兵力は文字通り半減した。
1979年1月7日、ベトナム軍はプノンペンに入り、ポル・ポトの軍勢を敗走させた。そしてベトナムの影響を強く受けたヘン・サムリン政権（カンプチア人民共和国）が成立した。クメール・ルージュ軍およびポル・ポトはタイの国境付近のジャングルへ逃れた。タイはカンボジア領内でポル・ポト派によって採掘されるルビー売買の利権を得、さらに反ベトナムの意図から、自国領を拠点にポル・ポト派がベトナム軍およびヘン・サムリン政権軍に反攻することを容認した。ポル・ポトは国の西部の小地域を保持し、タイ領内からの越境攻撃も行いつつ、以後も反ベトナム・反サムリン政権の武装闘争を続けた。

## 外交関係
民主カンプチアには同じ社会主義国の中国、北朝鮮、キューバ、エジプト、アルバニア、ラオス、ベトナム（1977年12月まで）、ルーマニア、ユーゴスラビアの外交使節団が常駐していた。ポル・ポトとシハヌークを支援していた中国は1万人規模の顧問団を派遣していた。
日本は1975年に民主カンプチアを国家承認して翌1976年に国交を樹立、1978年にイエン・サリ副首相は訪日して当時の園田直外務大臣と会談している。
民主カンプチアの亡命政府である民主カンプチア連合政府 (CGDK)となってからは、アメリカも国家承認して外交関係を結んで国連の代表権をめぐる議論でも日本やASEAN諸国とともにヘン・サムリン政権に反対した。

## 軍事
カンプチア王国民族連合政府のカンボジア人民民族解放軍 (CPNLAF) をカンプチア革命軍 (RAK) に発展的解消し、国軍とした。民主カンプチア連合政府になってからは民主カンプチア国民軍 (NADK) に改称された。

### 装備
戦闘員の多くはAK-47とその中国製の56式自動歩槍を装備していたが、アメリカ製の武器（M60機関銃やブローニングM1919重機関銃など）なども鹵獲していた。また、59式戦車やM48パットンなどの地上戦力だけでなく、J-6、T-28、C-123、AC-47、C-47、UH-1といった航空機も保有していた。
1975年には民主カンプチアが鹵獲した海軍艦艇を使ってアメリカ商船マヤグエース号を拿捕するというマヤグエース号事件が発生し、アメリカ軍による救出作戦が行われ、民主カンプチアとの間で、双方合わせて約80名の戦死者が出る戦闘となった。この作戦は、アメリカ軍にとってベトナム戦争における最後の戦闘であると考えられている。
1978年のカンボジア・ベトナム戦争の際はカンプチア革命軍の兵力は約7万名で、装甲車は200輛、空軍の能力は限定的になっており、中国からおくられた大量の中国製武器と軍事顧問団で強化されることとなった。

## 略年表
- 1975年4月17日、カンボジア民族統一戦線（ベトナム勢力を含むクメール・ルージュ）がプノンペン占領、クメール共和国（ロン・ノル政権）崩壊。同日ただちに国内のテレビ、ラジオ放送が停止され、各家庭の電話機を没収・破棄、国民の往来を禁じ、応じない者はその場で殺害された。
- 4月19日　午前10時半をもって全国の都市、農村からの待避という名目で強制徒歩移動が命じられ、ジャングル内にサハコーを建設させられる。立ち止まる、会話する、声をあげて笑う、泣くとその場で家族ごと射殺された。
- 1976年1月　全国をサハコー化。旧人民の全抹殺命令が実行される。
  - 1月5日 国名を民主カンプチアと改称。
  - 4月 シハヌークが国家元首辞任。
- 1977年12月31日 ベトナムと国交断絶。
- 1978年12月25日 ベトナム軍とカンプチア救国民族統一戦線（反ポル・ポト派）軍がカンボジア侵攻。
- 1979年1月7日、ベトナムの支援を受けた救国民族統一戦線によるプノンペン占領で崩壊。
  - 1月10日 カンプチア人民共和国（ヘン・サムリン政権）成立。
  - 9月21日 国際連合総会で民主カンプチアをカンボジア代表にする決議が承認される（ポル・ポト派の国連代表権の継続とヘン・サムリン政権の不承認）。
- 1982年7月22日、クアラルンプールで反ベトナム三派により亡命政府の民主カンプチア三派連合政府結成。シハヌークが大統領、ソン・サンが首相に就任。
- 1990年2月3日、国名をカンボジアに改称。国旗・国歌もカンボジア王国時代のものに戻す。
- 1992年10月23日、カンボジア最高国民評議会 (SNC) 発足に伴い解散。

## 民主カンプチアを題材とした作品
劇映画
- キリング・フィールド（1984年、イギリス・米国）
- 空白のページ（1991年、カンボジア・スイス）
- シアター・プノンペン（2014年、カンボジア）
- 運命の門（2014年、フランス・カンボジア・ベルギー）
- 最初に父が殺された（2017年、カンボジア・米国）

ドキュメンタリー映画
- おばあちゃんが伝えたかったこと カンボジア・トゥノル・ロ村の物語（2011年、カンボジア）
- 消えた画 クメール・ルージュの真実（2013年、カンボジア・フランス）

アニメ映画
- FUNAN フナン（2018年、フランス・ルクセンブルク・ベルギー）